# Runaway (OneRepublic)
Runaway è un singolo del gruppo musicale statunitense OneRepublic, pubblicato il 26 maggio 2023 come estratto dall'album in studio Artificial Paradise.

## Video musicale
Il video, diffuso in coincidenza con l'uscita del singolo, è stato diretto da Tomàs Whitmore e girato durante il tour in Asia (in ben 8 città del Sudest Asiatico tra cui Hong Kong, Manila, Jakarta, Singapore, Kuala Lumpur, Bangkok, Taipei e Tokyo). Gli OneRepublic, nella clip, cantano il nuovo brano dall'alto dell'iconico resort Marina Bay Sands di Singapore, più precisamente dal 56º piano dello SkyPark Observation Deck e all’interno delle suite riammodernate e riarredate del resort. La clip comincia con la band che s’imbarca su un volo per l’Asia, lasciandosi tutto alle spalle, preparandosi alla loro più grande avventura. Varie location in Asia sono poi mostrate e si alternano a ritmo di musica.

## Tracce
1. Runaway – 2:23
2. Runaway (Acoustic) – 2:24

## Classifiche

### Classifiche settimanali
| Classifica (2023-24) | Posizione massima |
| -------------------- | ----------------- |
| Belgio (Fiandre)     | 9                 |
| Belgio (Vallonia)    | 9                 |
| Francia              | 57                |
| Islanda              | 40                |
| Paesi Bassi          | 26                |
| Ungheria             | 34                |

### Classifiche di fine anno
| Classifica (2023) | Posizione |
| ----------------- | --------- |
| Paesi Bassi       | 95        |
| Classifica (2024) | Posizione |
| Estonia           | 141       |